# Khemraj Naiko
Khemraj Naiko (23 agosto 1972) è un ex altista mauriziano.

## Biografia
Detentore dei record nazionali di salto in alto, Naiko è stato attivo nelle maggiori competizioni internazionali a partire dal 1990. Nel corso della sua carriera ha riscosso numerosi successi in ambito continentale e regionale, con medaglia conquistate ai Campionati africani e ai Giochi delle isole dell'Oceano Indiano. In ambito mondiale ha partecipato a diverse edizioni dei Mondiali ma soprattutto a due edizioni consecutive dei Giochi olimpici a Barcellona 1992 e ad Atlanta 1996 (occasione in cui è stato portabandiera della delegazione nel corso della cerimonia d'apertura).
Nel 2003, Naiko si è sposato con la collega marocchina Hind Bounouail.

## Palmarès
| Anno | Manifestazione                         | Sede         | Evento        | Risultato | Prestazione | Note |
| ---- | -------------------------------------- | ------------ | ------------- | --------- | ----------- | ---- |
| 1990 | Campionati africani                    | Il Cairo     | Salto in alto | Bronzo    | 2,09 m      |      |
| 1990 | Mondiali U20                           | Plovdiv      | Salto in alto | 10º       | 2,10 m      |      |
| 1990 | Giochi delle isole dell'Oceano Indiano | Victoria     | Salto in alto | Oro       | 2,15 m      |      |
| 1992 | Campionati africani                    | Belle Vue    | Salto in alto | Bronzo    | 2,16 m      |      |
| 1992 | Giochi olimpici                        | Barcellona   | Salto in alto | 33º (q)   | 2,10 m      |      |
| 1993 | Mondiali indoor                        | Toronto      | Salto in alto | dns       | dns         |      |
| 1993 | Campionati africani                    | Durban       | Salto in alto | Argento   | 2,19 m      |      |
| 1993 | Giochi delle isole dell'Oceano Indiano | Saint-Denis  | Salto in alto | Oro       | 2,17 m      |      |
| 1994 | Giochi della Francofonia               | Bondoufle    | Salto in alto | 5º        | 2,16 m      |      |
| 1994 | Giochi del Commonwealth                | Victoria     | Salto in alto | 12º       | 2,10 m      |      |
| 1995 | Mondiali                               | Göteborg     | Salto in alto | 27º (q)   | 2,20 m      |      |
| 1995 | Giochi panafricani                     | Harare       | Salto in alto | Argento   | 2,19 m      |      |
| 1996 | Campionati africani                    | Yaoundé      | Salto in alto | Oro       | 2,16 m      |      |
| 1996 | Giochi olimpici                        | Atlanta      | Salto in alto | 24º (q)   | 2,20 m      |      |
| 1997 | Mondiali                               | Atene        | Salto in alto | 35º (q)   | 2,15 m      |      |
| 1997 | Giochi della Francofonia               | Antananarivo | Salto in alto | Argento   | 2,23 m      |      |
| 1998 | Campionati africani                    | Dakar        | Salto in alto | Argento   | 2,18 m      |      |
| 1998 | Giochi del Commonwealth                | Kuala Lumpur | Salto in alto | 4º        | 2,28 m      |      |
| 1998 | Giochi delle isole dell'Oceano Indiano | Moka         | Salto in alto | Oro       | 2,22 m      |      |
| 1999 | Giochi panafricani                     | Johannesburg | Salto in alto | 4º        | 2,20 m      |      |
| 2001 | Giochi della Francofonia               | Ottawa       | Salto in alto | 7º        | 2,10 m      |      |
| 2002 | Giochi del Commonwealth                | Manchester   | Salto in alto | dns       | dns         |      |
| 2003 | Giochi panafricani                     | Abuja        | Salto in alto | 4º        | 2,10 m      |      |
| 2003 | Giochi afro-asiatici                   | Hyderabad    | Salto in alto | 5º        | 2,05 m      |      |
| 2004 | Campionati africani                    | Brazzaville  | Salto in alto | Bronzo    | 2,10 m      |      |